# Melitaea punicata
Melitaea punicata är en fjärilsart som beskrevs av Emile Enrico Ragusa 1920. Melitaea punicata ingår i släktet Melitaea och familjen praktfjärilar. Inga underarter finns listade i Catalogue of Life.